# Марио Сержио
Марио Сержио (на португалски: Mário Sérgio) е португалски футболист, защитник.

## Кариера
Юноша е на Пасош Ферейра. Дебют в професионалния футбол прави на 1 октомври 2000 г., когато се появява като резерва срещу Ещрела Амадора и играе 4 минути до края. През следващите два сезона е титуляр. На 25 юни 2003 г. преминава в Спортинг Лисабон с договор за 4 години. Три години по-късно е освободен, като в третия сезон е преотстъпен на Витория Гимараеш. След това преминава в отбора на Навал. Титуляр през двата си сезона там с 57 мача и 1 гол. Единственото си попадение отбелязва на 14 януари 2007 г. срещу Витория Сетубал (3:0). На 27 юли 2008 г. е продаден на украинския Металург (Донецк). Дебютира срещу Карпати Лвов на 19 август. На 25 септември 2009 г. продължава договора си до 2012 г. През март 2012 г. става играча на Металург с повече от 100 мача за отбора. На 15 май 2012 г. подписва договор с кипърския АПОЕЛ. През сезон 2013/14 играе в групите на Лига Европа и печели требъл в Кипър. На 6 декември 2014 г. продължава договора си до юни 2017 г.

### Национален отбор
Играе за отбора на Португалия до 21 г. на Евро 2004, както и на Олимпийските игри 2004. Първият му мач е срещу Турция до 21 г. на 15 октомври 2002 г.

## Отличия

### АПОЕЛ
- Кипърска първа дивизия (4): 2012/13, 2013/14, 2014/15, 2015/16
- Носител на Купата на Кипър (2): 2014, 2015
- Носител на Суперкупата на Кипър (1): 2013